# Lyndsey Fry
Lyndsey Fry, född den 30 oktober 1992 i Mesa, Arizona i USA, är en amerikansk ishockeyspelare.
Hon tog OS-silver i damernas ishockeyturnering i samband med de olympiska ishockeytävlingarna 2014 i Sotji.